# Redłowo
Redłowo (deutsch: Hochredlau, kaschubisch: Wësoké Redłowò) ist ein Stadtteil von Gdynia (Gdingen). Redłowo liegt an der Danziger Bucht im Osten, grenzt an Orłowo (Adlershorst) im Süden, Mały Kack (Klein-Katz) im Westen und Wzgórze Św. Maksymiliana (Johanniskrug / Sw. Jan) im Norden.

## Geschichte
Zu Zeiten des Herzogtums Pommerellen wurde Redłowo als Gradolewo erstmals 1253 im Ortsverzeichnis des Pfarrsprengels der Oxhöfter Erzengel-Michaelis-Kirche genannt. Nach Angliederung Pommerellens an den Deutschordensstaat Preußen erschien es als Reddelau in einer Liste der Zinsgüter des Waldgebietes Danzigs, 1365 als Redlow. „Am 12. Juni 1365 verlieh der Danziger Komtur Ludike von Eßen das Gut Redlau dem Peter Schultheiß und dessen Erben zu kulmischem Recht.“ Zum Gut gehörten 31 culmische Hufen, darunter drei Schulzenhufen mit der Hälfte des Wehrs an der Katzbach (Katzer Fließ).

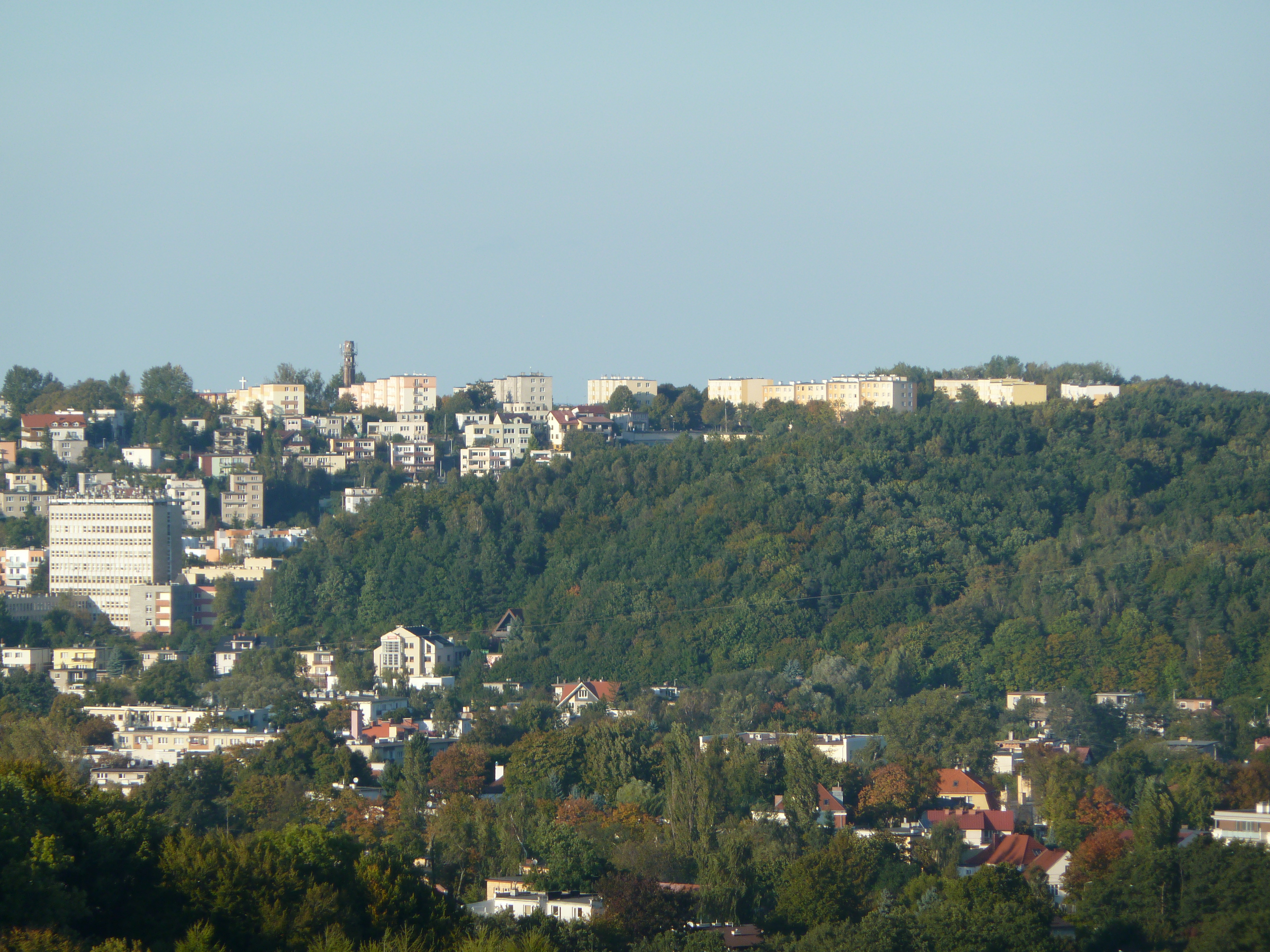
Blick auf Hochredlau vom Aussichtsturm in Kolibki.

Seit 1466 war Hochredlau Teil Preußens königlichen Anteils, das ab 1569 zu Polen-Litauen gehörte. In der polnischen Zeit wurde aus dem Starostzinsdorf ein königliches Gratialdorf. Um 1600 erhielt der Edelmann von Konopacki Hochredlau. An der Katzbach wurden 6 Eisenhämmer angelegt. Die Konopacki führten vollständig die Reformation ein, so dass laut Bericht des culmisch bischöflichen Visitators alle Bewohner lutherischen Bekenntnisses waren und eine eigene Kirche mit Turm gründeten und einen Prediger unterhielten. Wann diese Kirche verschwand ist nicht sicher: 1643 wurde sie noch genannt – 1773 nicht mehr. 1709 war Pastor Andreas Waschetta nach zwei Jahren Dienst in Redlau an die polnischsprachige lutherische Annengemeinde in Danzig gewechselt.
1679 war Ernst Daniel Cyremberg, aus dem patrizischen Danziger Hause Czirenberg / Zierenberg, Besitzer Redlows und der angrenzenden Ortschaften Kielau (pl. Chylonia / kasch. Chëlonô) und Ciesau (pl. Cisowa / kasch. Cësowô). Cyremberg beschäftigte für seine drei Güter einen Verwalter namens Örtung mit Sitz in Redlau. General-Leutnant Józef Antoni Przebendowski (Prebendow) auf Koliebken erwarb 1757 Gut und Dorf Hochredlau, das bei der Gelegenheit erstmals so genannt wurde. Zum Gut Hochredlau gehörten drei Kossäten und ein Schäfer, während die Eisenhammer wohl schon abgelöst waren. Auch Prebendow ließ die drei Güter weiter zusammen verwalten, für 1773 wird der Pächter Kriesel genannt.
Seit 1772 gehörte Hochredlau zum Königreich Preußen. Nach Józef Antoni Przebendowskis Tod 1775 bildete Hochredlau mit Quarzau (pl. Chwarzno; kasch. Chwôrzno) den Witwensitz seiner Gattin. Hochredlau und Quarzau blieben auch nach ihrem Tode im Besitz ihrer Söhne Ignacy Frantiszek und Jakób. König Friedrich Wilhelm II. erhöhte die Przebendowskis 1786 zu den Grafen Prebendow. 1808, nach dem Tod des letzten Erben, fiel Hochredlau als Gratialgut an die Preußische Krone und wurde 1808–1812 als Domäne verpachtet und danach privatisiert. 1816 saß ein von Grubba, ab 1843 die Grubbaschen Erben auf Hochredlau. 1818–1920 gehörte Hochredlau zum Kreis Neustadt in Westpreußen.
„Zu Hochredlau gehört das vom Seebad Zoppot aus wegen der schönen Aussicht viel besuchte (Restaurant) Adlershorst. Dieses zu Hochredlau gehörende Mühlengrundstück wurde 1828 von dem Bordschiffer Johann Adler und dessen Ehefrau, eine geborene Klotz, als Strandland von etwa 3 Morgen für 170 Taler dem Müller Bömelt abgekauft und in Erbpacht genommen. Der auch sonst geschäftstüchtige Adler wurde von der Kgl. Regierung zum «Seeschulzen» (Strandvogt) ernannt und richtete um 1840 hier einen kleinen Schankbetrieb für fremde Gäste ein. Der Name Adlershorst, als Etablissement von Fremden beigelegt, wurde 1857 als offizielle amtliche Bezeichnung übernommen.“ Die Adlers eröffneten bei ihrem Gasthaus Adlershorst (Polnisch Adlerówka) auch einen Badebetrieb.

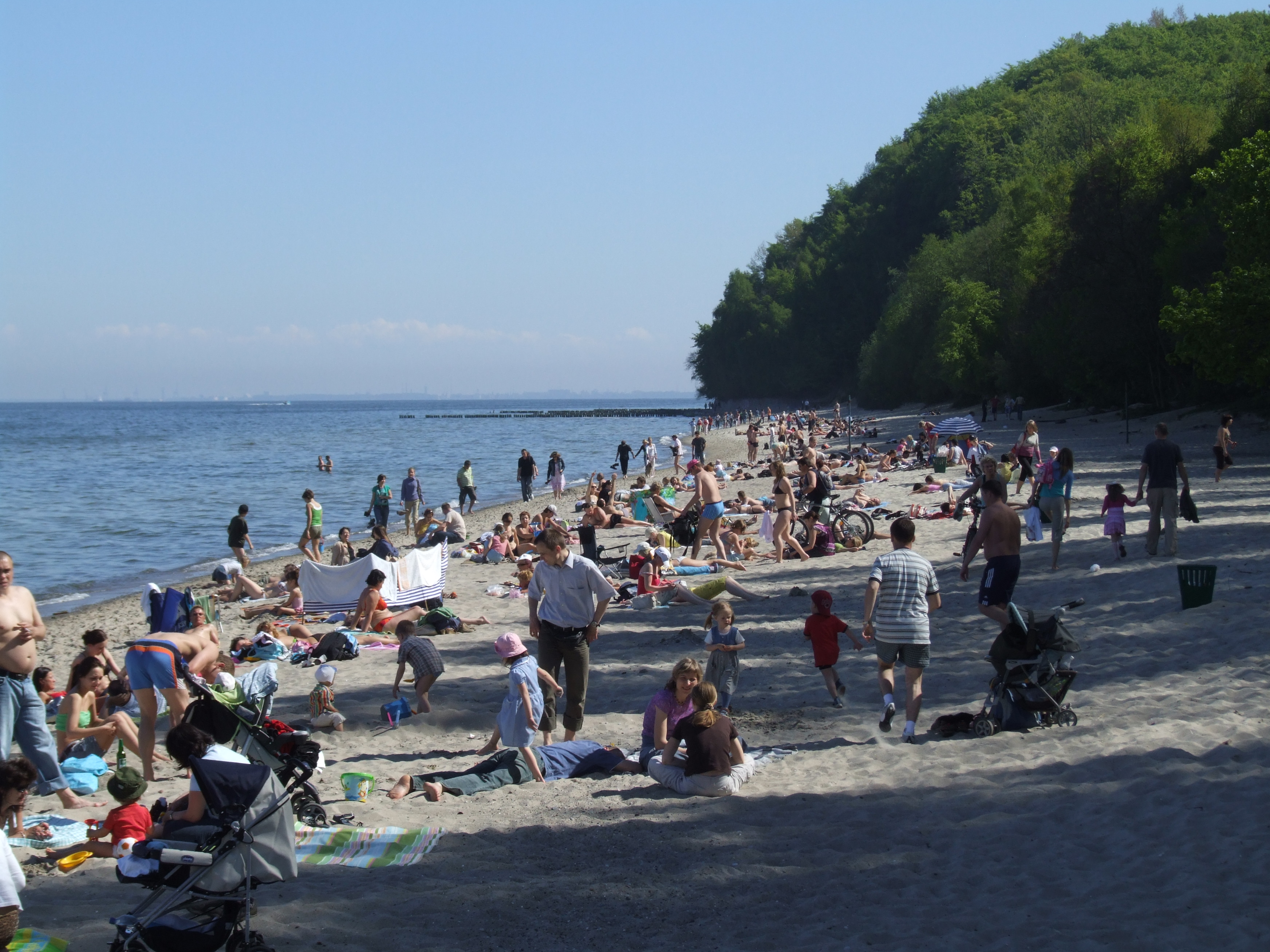
Der Strand in Redłowo (2008)

1856 kaufte Leutnant Foß das Gut, das im Jahr darauf mit 52 culmischen Hufen und 24 Morgen angegeben wurde. Zum Gut Hochredlau gehörte nicht, wie sonst bei Gütern in Preußen bis 1929 üblich, die örtliche Polizeigewalt. Hochredlau wurde 1863 als Dorfgemeinde anerkannt. Später wechselten die Eigentümer in kurzer Folge: 1867 erwarb Förstner, 1871 von Beckmann und 1902 Hermann Kulling aus Brösen (pl. Brzézno / kasch. Brzezno, heute zu Danzig) das Gut. Dann folgte Herr von Rosicki, der das Gut bis 1939 hielt. Seit 1872 war Hochredlau nur noch ein Gutsbezirk. Die heute amtliche polnische Namensvariante Redłowo ist für 1888 belegt.
Am 20. Januar 1920 kam Hochredlau an die Zweite Polnische Republik und gehörte weiter zum Kreis mit Sitz in Wejherowo (Neustadt), nunmehr Powiat Wejherowski genannt, kam aber 1927 an den neuen Powiat morski (Seekreis), beide Woiwodschaft Pommerellen. 1931 wurde die Ortslage Adlershorst aus dem Gemeindegebiet Hochredlau herausgelöst und unter dem Namen Orłowo Morskie selbständige Gemeinde. Bei den Eingemeindungen nach Gdingen im Jahre 1935 wurden Orłowo (Adlershorst) und Redłowo (Hochredlau) zu Stadtteilen der kreisfreien Stadt. Von 1939 bis 23. März 1945 war Hochredlau deutsch besetzt und annektiert. 1946 errichtete der Szef Inżynierii Marynarki Wojennej (Chef der Kriegsmarine-Ingenieure) auf der Hochredlauer Kämpe eine Geschützbatterie namens 11 BAS (Bateria Artylerii Stałej). Teile der Anlage sind noch militärisches Sperrgebiet, andere sind aufgegeben.

## Als Stadtteil

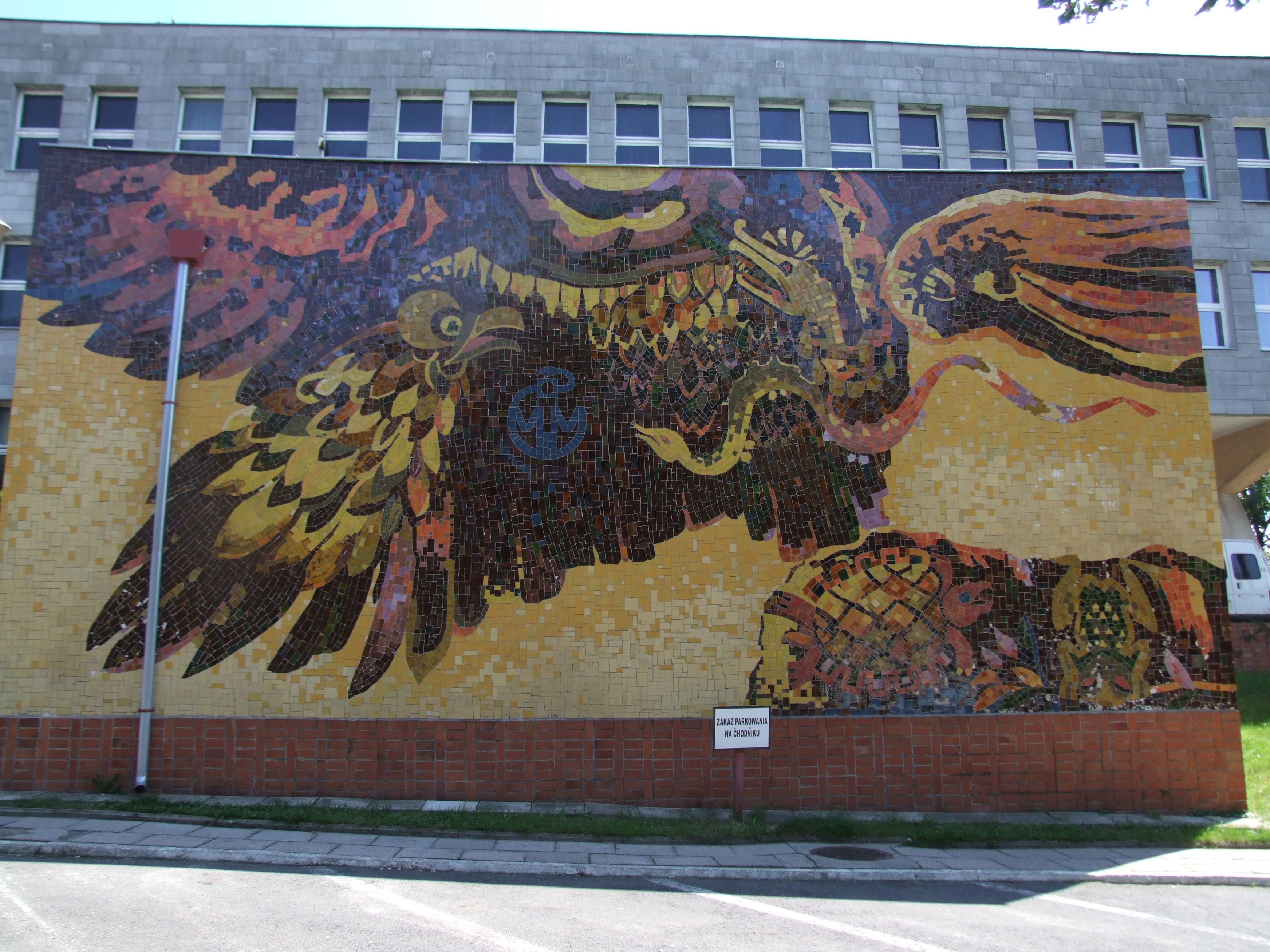
Akademisches Centrum für See- und Tropenmedizin: Kunst am Bau

Der Stadtteil misst 2,83 km² und zählte 8.069 Einwohner im Jahre 2005 (ca. 2.851 Personen/ km²). Der Stadtteil hat seit 1952 Anschluss an die S-Bahn Szybka Kolej Miejska (SKM). Das 1937 begonnene und 1964 erweiterte GOSiR-Stadion wurde 2010 durch ein neues ersetzt.

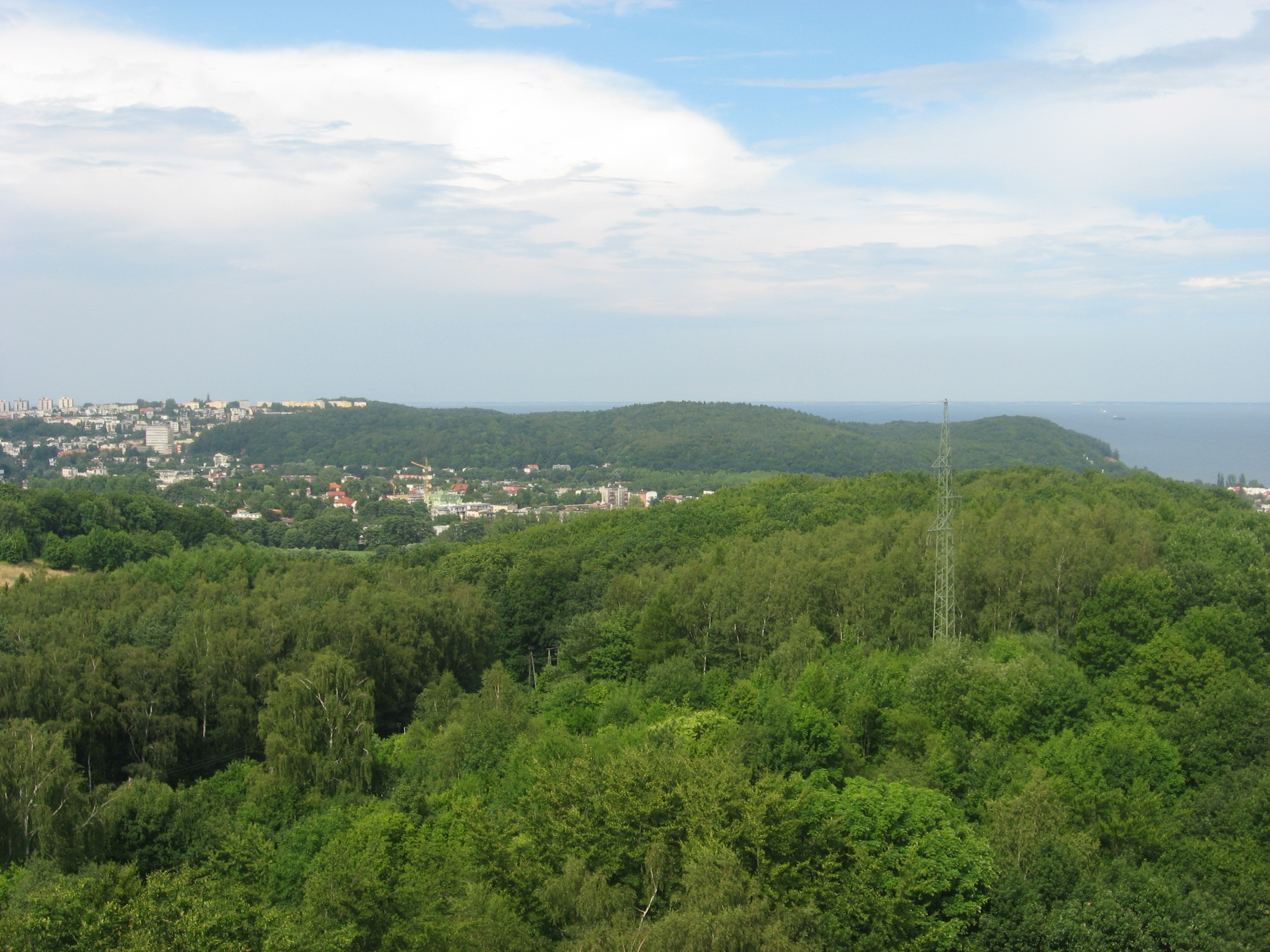
Blick vom Koliebker Aussichtsturm zur Hochredlauer Kämpe

 Seit 1938 ist die 110 ha große Hochredlauer Kämpe (Kępa Redłowska) mit ihren Buchenwäldern und Kliffs ein Naherholungsgebiet und als Naturpark geschützt. Eine 1,5 km lange Ostseepromenade, der Feliks-Nowowiejski-Boulevard, verbindet die Hochredlauer Kämpe mit der Stadtmitte Gdynias.